# Spiza
Spiza is een monotypisch geslacht van vogels uit de familie van de kardinaalachtigen (Cardinalidae). De wetenschappelijke naam van het geslacht is voor het eerst geldig gepubliceerd in 1838 door Bonaparte.

## Soorten
De volgende soort is bij het geslacht ingedeeld:
- Spiza americana – Dickcissel